# Tkálecz Vilmos
Tkálecz Vilmos, néhol Tkalecz Vilmos, 1929 után már Tarcsay Vilmos (szlovénül Vilmoš Tkalec) (Bántornya, 1894. január 8. – Budapest, 1950. május 27.) magyarországi szlovén (vend) tanító, kántor, népbiztos-helyettes, a Vendvidéki Köztársaság alapítója, a Fráter Lóránd Társaság tagja.

## Élete

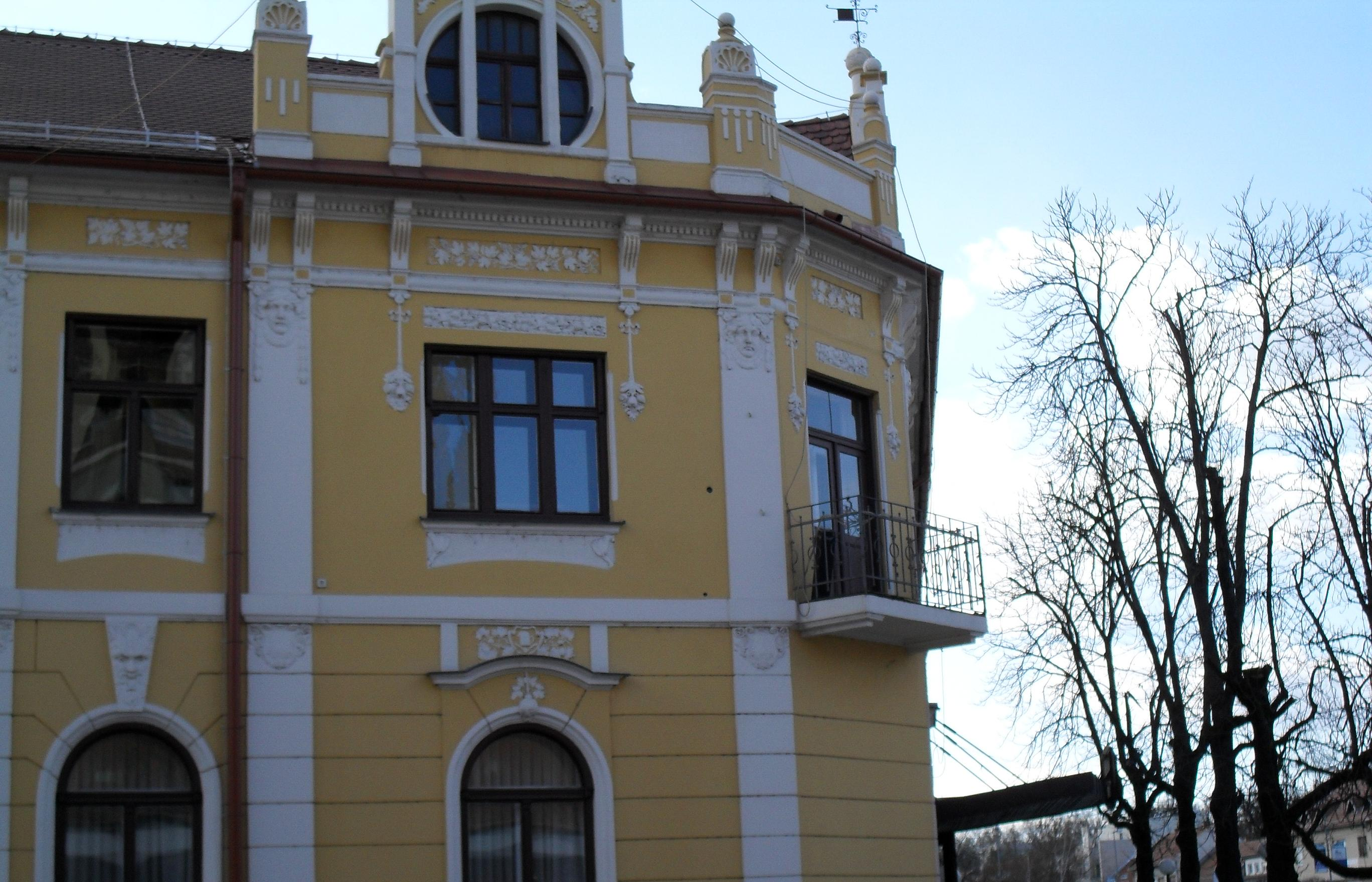
Dobray szálló erkélye, ma Hotel Zvezda. Erről az erkélyről kiáltotta ki Tkálecz Vilmos a Vendvidéki Köztársaságot

Édesapja Tkálecz István vendéglős volt Bántornyán, édesanyja a német származású Hochhoffer Mária volt. Középiskolai tanulmányait részben Kőszegen, a Szent Benedek-rendi Katolikus Gimnáziumban végezte, a tanítóképzőt pedig Csáktornyán (ma Čakovec), középiskolai zenetanári oklevéllel. Az első világháború előtt Tkálecz Cserföld (szlovénül Črenšovci) iskolamestere volt, itt megházasodott a szintén német származású Preiszler Anna Margittal. Egészen 1917-ig tanított, amikor az orosz frontra vezényelték és ott főhadnaggyá léptették elő. A háború után visszatért a Vendvidékre, ahol a Tanácsköztársaság megalakulása előtt Muraszombatban nemzetiségi osztályon működött Obál Béla népbiztos helyetteseként. Ekkoriban a helyi értelmiség és politikai vezetők egy Magyarország részét képező entitás a Szlovenszka krajina létrehozásán fáradoztak, de később a teljes Jugoszláviához való csatolás mellett álltak ki a vezetők, jóllehet úgy, hogy a délszláv államban is nyernének némi önállóságot. Tkálecz nem működött közre ezekben a mozgalmakban és nem is mutatta jelét annak, hogy híve lenne mindezeknek. Ez híven tükrözi az 1918 novemberében Belatincon lezajlott antiszemita színezetű zavargás, amit Jerics Iván plébános próbált megfékezni. Tkáleczet tévesen azzal informálták, hogy Jerics vezetésével népfelkelés tört ki a mezővárosban, melyet Tkálecz kész lett volna leverni.
A kommunista hatalomátvétel után népbiztossá nevezték ki. A Vendvidéki direktórium tagjaként felügyeltébe tartozott a Muraszombati és Szentgotthárdi járásokban a szocialista berendezkedés irányítása. Politikailag a szociáldemokratákhoz tartozott, valójában nem volt elkötelezettsége semelyik oldalhoz sem, s posztját vagyona gyarapítására igyekezett felhasználni. Ennek jegyében csempészkereskedelmet folytatott a határon át Stájerországba, többek között a létfontosságú, de hiánycikknek számító gabonát is kivitt illegálisan az országból, főleg azután, hogy a kommunisták a hadsereg ellátására élelmiszer-beszolgáltatást is elrendeltek. A csempészakcióba bevonta közvetlen kollégáit és a direktórium erőforrásait, így teherautóját is felhasználta.

De a kormány keményen megbüntette azokat, akik csempészetre mertek vetemedni. Tkálecz viszont nem volt túl óvatos és még másokat is bevont az üzletbe munkatársai közül, egészen addig, míg az egyik titkár, Füleki József, vagy egy rivális kereskedő fel nem jelentette. Tkáleczet kihallgatták, de egy tiszt nyomására a kihallgatást rövidesen megszakították és Tkáleczet nem vették őrizetbe. Viszont nem volt kétséges, hogy előbb-utóbb felelősségre fogják vonni és ekkor fogant meg benne az ötlet, hogy önálló politikai útra lép, ezzel talán megúszhatja a büntetést.

## A Murai Köztársaság élén
Összefogott néhány bizalmasával és barátaival, akikkel megnyertek pár települést. Május 28-án a muraszombati Elefánt Szállóban jegyzőkönyvet fogadtak el és éjfél után egy órakor a Dobray Szálló erkélyéről Tkálecz kikiáltotta a Vendvidéki Köztársaságot, és értesítette az illetékes osztrák és magyar állami szerveket. mely inkább meghökkenést, ellenszenvet és hitetlenséget, sőt gúnyolódást és közönséges viccelődést váltott ki, támogatókra szinte nem lelt. Alig több mint ezer fős katonai egységgel igyekezett az új állam helyzetét megszilárdítani és segítséget kérni Ausztriától, ill. a Szerb–Horvát–Szlovén Királyságtól. Az osztrákok elismerték az általa deklarált köztársaságot és adtak kevés fegyvert, valószínűleg Lehár Antal közbenjárására, míg a szerbek elutasították, mert ugyanúgy tervezték a Vendvidék elfoglalását. A Magyar Vörös Hadsereg néhány nap alatt elfoglalta a területet, mire Tkálecz a családjával, valamint a Köztársaság többi vezetőjével elmenekült Grazba.
Később néhány a vidékért felelős direktóriumi tag is úgy értékelte, hogy az egész dolgot a maga hasznára akarta gyümölcsöztetni, továbbá, hogy harácsolt pénzét megóvja.

## 1919 után

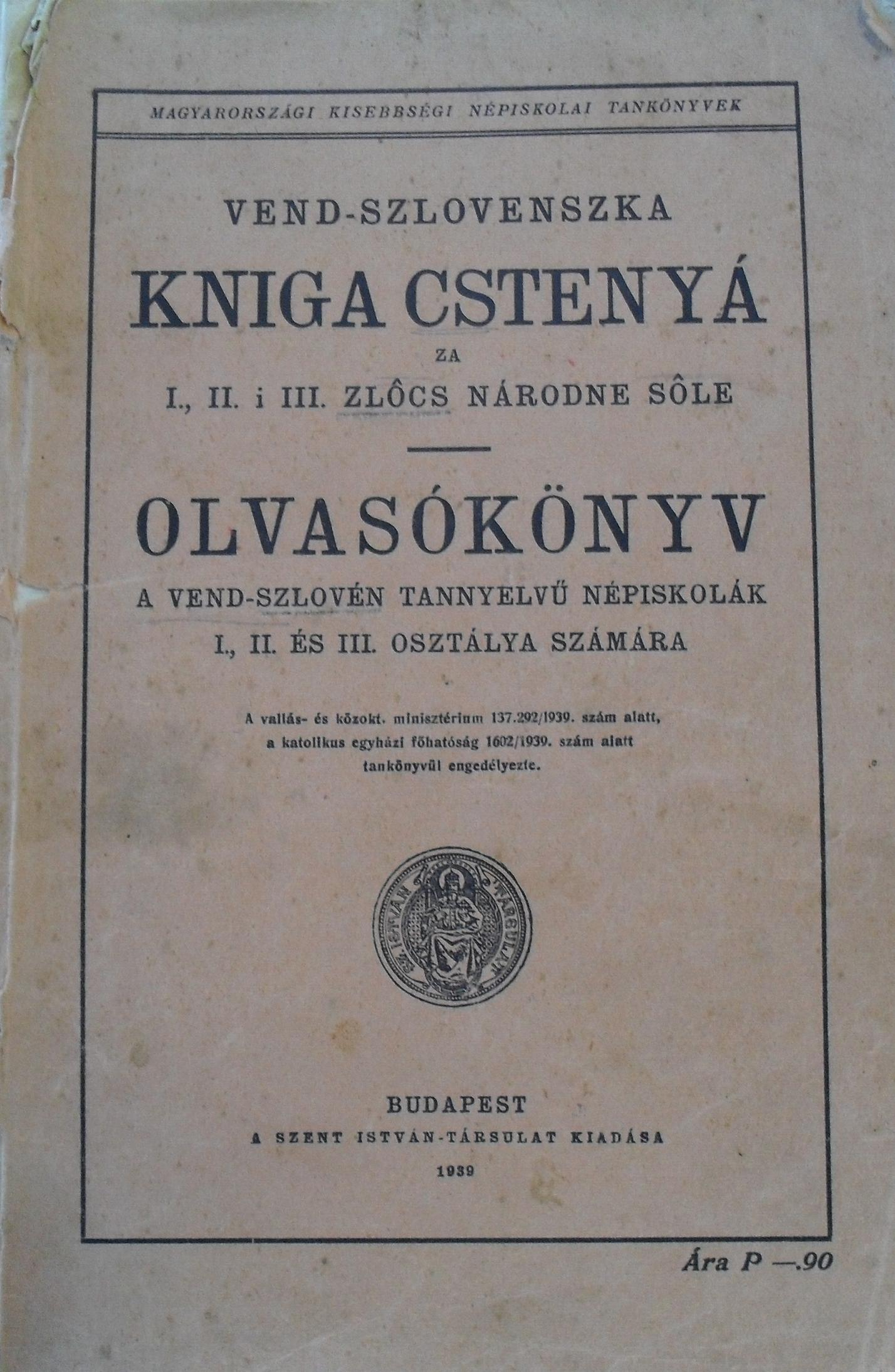
Vend-szlovenszka kniga cstenyá (Vendszlovén Olvasóköny) tankönyv vend nyelven 1939-ből

A tanácsköztársaság bukása után visszatért a Vendvidékre, de a szerbek elfogták és az alsólendvai börtönben tartották fogva. Mikor kiszabadult 1920-ban Magyarországra települt, s mint a trianoni határ mögül menekülő tanító. Fejér vármegyében, az előszállási uradalomhoz tartozó Nagykarácsonyban kapott állást, a jelek szerint Ménesmajorban. A helyi szerveket viszont az egykori szentgotthárdi, muraszombati járás vezetősége, valamint Lendváról és Varasdról érkező levelekben tájékoztatták Tkálecz személyét illetően. Bár nem indult ellene nyomozás, de sokáig gyanú forgott Tkálecz körül.

1922-ben Szigetújfalun volt kántortanító a háborúban eltűnt korábbi tanár helyére lépve és jegyzőként működött az iskolaszék ülésein is. Szigetújfaluról 1929-ben Kistarcsára került, kántortanítóként dolgozott a Kistarcsai Római Katolikus Elemi Népiskolában. Felesége ugyanitt tanítónő volt. Azért nem sikerült hosszú ideig azonosítani, mert ekkoriban magyarosította a nevét Tkáleczről Tarcsayra, és magyar nyelvű zeneművek szerzésével foglalkozott, valamint Emőd Tamás verseit zenésítette meg. Számos szerzői est alkalmával mutatta be saját műveit (többek között a Fráter Lóránd Társaság keretében) nagy sikerrel. A Rádió Újság 1932. évi országos magyarnóta-pályázatán díjat és díszoklevelet nyert. Végül Budapesten telepedett le, s foglalkozott német, olasz, orosz és horvát szövegek, illetve énekek fordításával.
1939-ben tankönyvet írt a magyarországi szlovén iskolák számára Vend-szlovenszka kniga cstenya (Vendszlovén olvasókönyv) címmel, ami még ebben az évben megjelent Vendszka kniga cstenya címmel. A tankönyv névtelenül került kiadásra, hosszú időn át nem is sejtették, hogy a szerzője maga Tkálecz.
A második világháborúban ismét katona lett és főhadnagyi rendfokozatban szolgált a Magyar Honvédségben. 1946-ban végleg Budapesten telepedett le második feleségével Jagos Rozáliával. Halála után a Csepel-szigeten temették el, néhány évvel később lánya Tarcsay Hajnalka kihantolta apja földi maradványait és a farkasréti temetőben helyezte végső nyugalomra.

## Megítélése
Tkálecznek a II. világháború előtt Jugoszláviában nem tulajdonítottak különösebb jelentőséget. 1945 után a róla alkotott kép megváltozott, akkor már magasztalt hős volt, aki a Vendvidéket egyesíteni akarta a nagy délszláv állammal. Valódi tetteit elferdítve a kétes erkölcsű egyént hősként tisztelték. A kommunista berendezkedésű Jugoszláviában ugyanis nem számítottak legitimnek a Tkáleczet megelőző vendvidéki vezetők, mert nagyrészt katolikus és evangélikus papi, illetve kántortanítói értelmiségből kerültek ki, ezért ideológiai okokból el kellett utasítani őket.

## Külső hivatkozások
- Pest-Pilis-Solt-Kiskun-Vármegye általános ismertetője és címtára, ötödik körzet (Budapest, 1931)
- Göncz László: Muravidék, 1919
- Göncz László: Tkálecz Vilmos titokzatos élete (előadás a KIKE Deáktanyán) Archiválva 2018. július 18-i dátummal a Wayback Machine-ben
- Tkalecz Vilmoš Archiválva 2020. június 29-i dátummal a Wayback Machine-ben
- SzfvPL – No.4521Schol – 1640/1922 iskolai akta
- SzfvPL – No.4567Schol – 1640/1922 iskolai akta